# Ваганиха (остров)
Ваганиха — остров в устьевой части реки Шексны при впадении её в Рыбинское водохранилище в нескольких километрах к юго-западу от города Череповца.

## Флора
Восточная часть острова покрыта брусничными и разнотравными сосняками (средний возраст древостоя составляет 60—80 лет). В кустарниковом ярусе широко распространены шиповник коричный, можжевельник, жимолость обыкновенная, бузина красная, ирга овальнолистная, свидина белая, калина, малина, смородина кистистая и чёрная, крушина, ивы.
Западная часть острова занята преимущественно суходольными разнотравно-злаковыми лугами, которые в настоящее время не выкашиваются и зарастают ивой и ольхой. На побережье распространены в основном низинные луга с преобладанием осок и тростника.

## Фауна
На острове обитает уникальная для северо-запада России колония серых цапель — в середине 80-х годов в ней обитало около 150 пар птиц. Помимо колонии цапель, на острове встречаются многочисленные гнездовья утки-гоголя, тетеревиные тока, кормовые участки и места отёла лосей.

## Заказник
В 80-е годы XX века Череповецкий металлургический комбинат планировал организовать на острове дачные участки, что ставило под угрозу существование уникальных для района птиц. По инициативе местного общества охраны природы в 1987 году на Ваганихе был образован одноимённый заказник ландшафтного профиля. Его задачей является охрана колонии серых цапель и других видов птиц; режим предусматривает запреты на все виды рубок леса, строительные работы и охоту.